# 哈尔德韦克大学

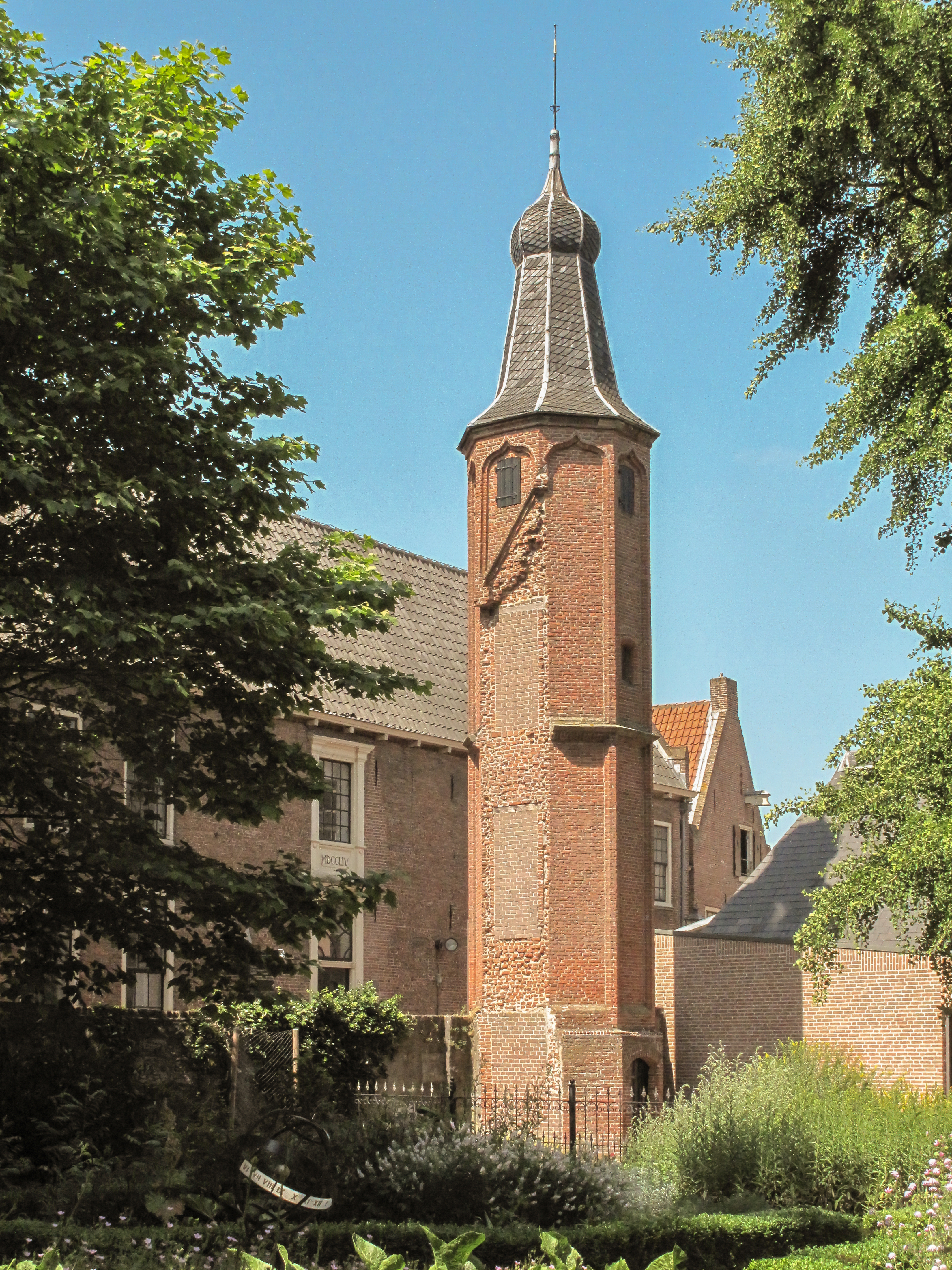
哈尔德韦克大学

哈尔德韦克大学（英語：University of Harderwijk）是一所荷兰已不存在的大学。

## 历史
1648年成立于海尔德公国哈尔德韦克，尽管由于低入学门槛导致名声不佳，但仍然因学费低廉吸引众多学生前往学习。1795年荷兰被法兰西帝国占领，1811年最终关闭学校，尽管尼德兰国王威廉一世试图重新开放，但最终徒劳无功。

## 著名校友
- 探险家雅可布·罗赫芬 (1690年)
- 植物学家、医学家赫尔曼·布尔哈夫 (1693年)
- 植物学家卡尔·林奈 (1735年)